# Caryomyia biretta
Caryomyia biretta är en tvåvingeart som beskrevs av Gagne 2008. Caryomyia biretta ingår i släktet Caryomyia och familjen gallmyggor. Inga underarter finns listade i Catalogue of Life.